# سایمون جی. اسمیت
سایمون جیمز اسمیت (انگلیسی: Simon James Smith؛ زادهٔ ۱۹۵۰) صداپیشه، پویانما، کارگردان، و جلوه‌های ویژهٔ سینمایی اهل بریتانیا است. از آثار وی می‌توان به مورچه‌ای به نام زی، شرک، شرک ۲، فیلم زنبور، و پنگوئن‌های ماداگاسکار اشاره کرد.